# Тишинка (Московская область)
Ти́шинка — деревня в Наро-Фоминском районе Московской области, входит в состав сельского поселения Волчёнковское. Численность постоянного населения по Всероссийской переписи 2010 года — 56 человек, в деревне числятся 2 улицы, переулок, гск и 12 садовых товариществ. До 2006 года Тишинка входила в состав Назарьевского сельского округа.
Деревня расположена в юго-западной части района, у истоков реки Бобровка (правый приток реки Ильятенки), примерно в 15 км к востоку от города Верея, недалеко от границы с Калужской областью, высота центра над уровнем моря 190 м. Ближайшие населённые пункты — Митенино в 0,5 км на северо-восток, Орешково в 1 км на север и Блознево в 1,5 км на северо-запад.